# شورت 330
شورت 330 (بالإنجليزية: Short 330)‏ هي طائرة ركاب وشحن إقليمية، بسعة 30 مقعد، مع محركان بدفع توربيني. وتشغيلها غير مكلفة نسبيا. أنتجت في 1974 بأيرلندا الشمالية. من صناعة شورت براذرز. كان أول طيران لها في 22 أغسطس 1974. دخلت الخدمة في 1976، ومازالت في الخدمة حتى الآن. صنع منها 330 طائرة.